# ممدوح حبيب
ممدوح حبيب (بالإنجليزية: Mamdouh Habib)‏ هو مصري أسترالي مزدوج الجنسية، اعتقله الولايات المتحدة لأكثر من ثلاث سنوات بوصفه عدو مقاتل،  تم تسليمه استثنائيًا من باكستان إلى مصر بعد القبض عليه، ثم قضى فترة اعتقال طويلة في معتقل غوانتانامو الأمريكي. أطلق سراحه في يناير 2005، وقال أنه تعرض للتعذيب من قبل وكالة الاستخبارات المركزية، والمحققين المصريين، والجيش الأمريكي، وفي بعض الأحيان مع ضباط المخابرات الأسترالية.
اعتقل بعد هجمات 11 سبتمبر 2001 خلال رحلته إلى باكستان وأفغانستان، حيث تم استجوابه هناك من قبل المخابرات الباكستانية والأمريكية قبل أن يتم  تسليمه استثنائيًا إلى مصر، حيث احتجز في مصر لمدة ستة أشهر تم استجوابه فيها تحت التعذيب، ثم نقلته وكالة المخابرات المركزية الأمريكية إلى موقع سري في أفغانستان لمزيد من التعذيب والاستجواب، وفي عام 2002 تم نقله إلى معتقل غوانتانامو.
اتهمته الولايات المتحدة بمعرفة معلومات عن هجمات 11 سبتمبر 2001، وتدريب خاطفين الطائرات، والمساعدة على نقل «الأسلحة الكيميائية» والتخطيط لاختطاف الطائرات التي استخدمت في هجمات 11 سبتمبر، وقد اعترف تحت التعذيب؛ ولكن لا توجد أدلة تدعم هذه المزاعم.
بعد الجدل الإعلامي والقضائي عنه؛ قررت الولايات المتحدة الإفراج عنه دون توجيه اتهامات في يناير 2005، وعاد إلى أستراليا، واعترف المسؤولون في النهاية بأنه «لا يعرف شيئا عن الإرهاب».
رفع حبيب دعوى ضد الحكومة الأسترالية بسبب تعاونها مع الولايات المتحدة في اعتقاله واستجوابه القسري، وفي نوفمبر 2008 نشر حبيب مذكراته شارك في كتابتها جوليا كولينجوود تحت عنوان قصتي: قصة إرهابي لم يكن.

## الحياة الشخصية
ولد في 3 يونيو 1955 في الإسكندرية في مصر، حيث نشأ في عائلة مسلمة. انتقل إلى أستراليا في عام 1980 للانضمام إلى شقيقه الأكبر وأخته الذين استقرا هناك. عاش وعمل في سيدني وحصل على الجنسية.

## وصلات خارجية
- "ممدوح حبيب، السجناء دون محاكمات.
- ممدوح حبيب،  لوس أنجلوس تايمز 13 يناير.
- أسوأ من الأسوأ؟، 19 يوليو 2004.
- ممدوح حبيب، قفص السجناء.
- الملف الشخصي: ممدوح حبيب، بي بي سي، 28 يناير 2005.